# رود سوئنگا
رود سوئنگا (روسی: Суенга) یک رود در استان نووسیبیرسک کشور روسیه است.